# 埼玉県道190号寄居停車場線

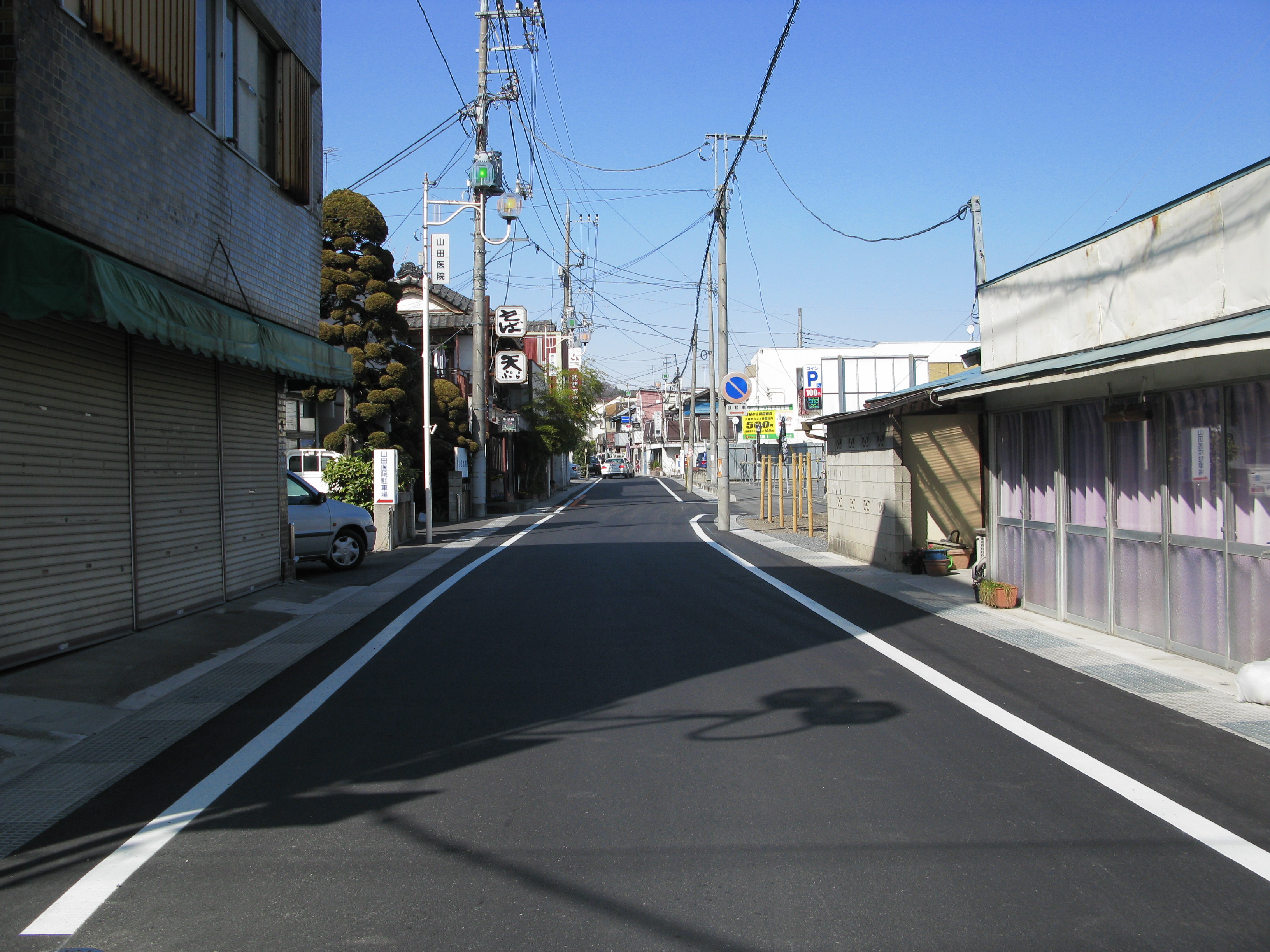
寄居町寄居地区（2013年2月）

埼玉県道190号寄居停車場線（さいたまけんどう190ごう よりいていしゃじょうせん）は、埼玉県大里郡寄居町内に設定されている県道である。

## 概要
寄居駅付近は駅方面に向かって一方通行となっていたが、南口ロータリー整備により相互通行となった。

## 路線データ
- 起点：寄居停車場
- 終点：寄居町
- 総距離：229m

## 通過する自治体
- 埼玉県
  - 大里郡寄居町

## 接続・交差する主な道路
- 埼玉県道30号飯能寄居線・埼玉県道296号菅谷寄居線

## 沿線
- 秩父鉄道・東武鉄道・JR東日本 寄居駅